# Eduardo García-Mansilla
Eduardo García-Mansilla (Legació de l'Argentina a Washington DC, Estats Units, 7 de gener de 1871 - París, França, 7 de maig de 1930) fou un diplomàtic i compositor argentí.
Començà els estudis musicals a Buenos Aires, i després fou deixeble de Massenet a París i de Rimski-Kórsakov a Sant Petersburg.
Pel teatre va escriure el conte líric anomenat Iván, la lletra del qual en francès també va escriure ell, diverses obres simfòniques estrenades a Buenos Aires, sota la seva direcció, entre les quals destaca:
- el Chant Hivernel,
- 34 melodies per a cant en lletra francesa,
- 3 cants religiosos,
- 2 Romances amb lletra italiana.
- 1 himne al 25 de maig, per a cor mixt i orquestra.

I diverses peces per a piano, sent, entre totes les seves obres, les millors les melodies per a cant i piano.